# Oscar Camps i Soler
Oscar Camps i Soler (Alexandria, Egipte, 1837 - Manila, Filipines, 1899) fou un compositor, pianista i musicòleg mallorquí.
Oscar nasqué casualment a Egipte, on el pare era cònsol general d'Espanya. començà els estudis musicals de piano a Trieste. L'any 1848 s'instal·là a Florència on rebé classes del famós mestres napolità Theodor Döhler, que havia sigut deixeble de Carl Czerny, i assistí també a classe amb el cantant Geremia Sbolci i amb el compositor Teodulo Mabellini. El 1852 ingressà en el Conservatori de Nàpols, on estudià contrapunt i composició amb el mestre Saverio Mercadante.
Acabats els estudis el 1854, inicià una gira de concerts arreu d'Itàlia, França i Escòcia. El 1855 va romandre a l'Estat espanyol. L'any 1859 fixà la seva residència a Madrid, on es casà. Allí es donà a conèixer com a pianista, compositor i pedagog, ensems que col·laborava amb diverses revistes especialitzades. En la capital d'Espanya va compondre la sarsuela Un duelo y una fiesta, amb lletra de José Gómez-Acebo y Cortina. El mes d'agost de 1876 feu una visita a Menorca. Recorregué encara les regions de Navarra, Catalunya i Aragó en gira de concerts i, sobtadament, el 1879 va deixar l'Estat espanyol i emigrà a Manila on hi va romandre fins a la seva mort.
A banda de nombroses composicions d'indole diversa com l'òpera Il marinaio d'Ischia i la sarsuela Esmeralda, i cançons, peces per a piano, cantates, etc. Publicà les obres Teoria musical ilustrada (Madrid, 1870), Método de solfeo, estudios filosóficos sobre la música (Palència, 1864), una traducció del tractat d'instrumentació de Berlioz, i un Manual de ortografia francesa (Manila, 1882).

## Anàlisi artística
En les seves composicions es nota una forta influència italiana, combinada amb característiques d'arrel espanyola. Sempre demostra una gran inspiració i els seus acompanyaments són més rics del que era habitual al seu temps. Virtuós, mostra també un curiós gust cromàtic, que a vegades l'aboca a una certa sensibleria. Musicòleg i assagista, va esser molt crític amb la sarsuela, malgrat que el mateix en ca compondre, i el wagnerisme, que considerava basat en fórmules gairebé algebraiques.